# Radă

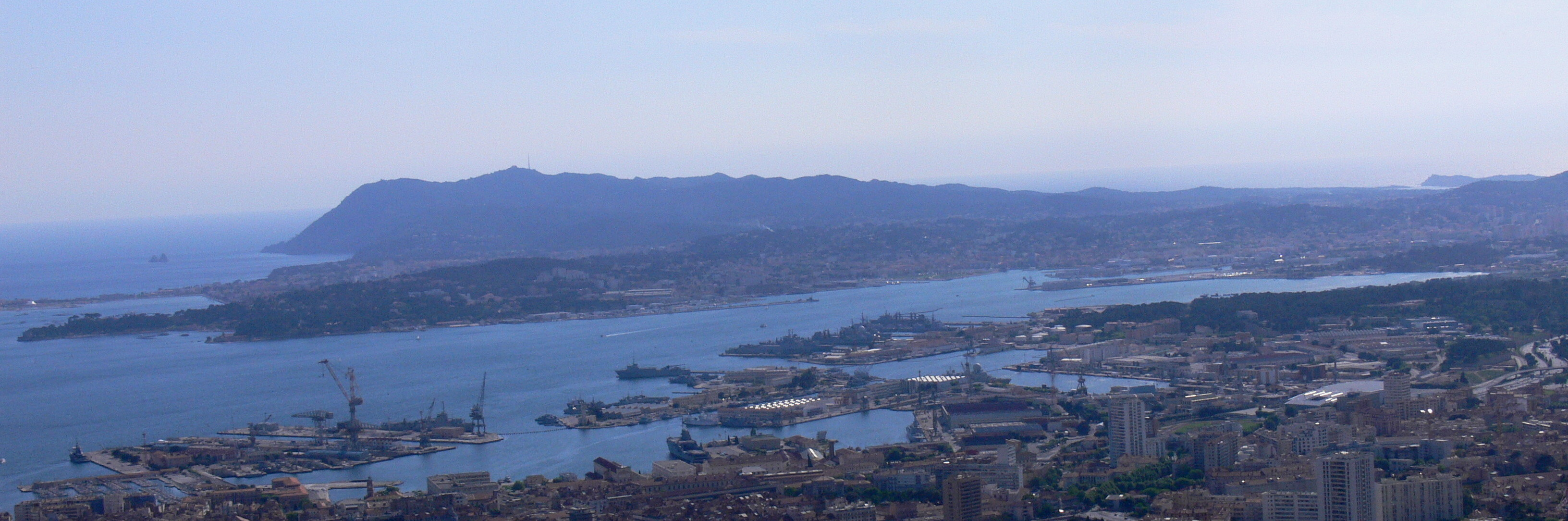
Rada portului Toulon din Franța

Prin radă se înțelege o suprafață de apă în zona costieră, în fața unui port, la vărsarea unui fluviu navigabil sau în dreptul unei localități costiere, destinată staționării la ancoră a navelor în vederea obținerii documentelor și instrucțiunilor sau pentru acordarea danei de operații, precum și pentru încărcare sau descărcare de mărfuri prin mahonare. 
Spre a oferi siguranță navelor staționate, o radă trebuie să fie apărată, natural sau prin lucrări hidrotehnice, contra vânturilor, valurilor și curenților, să nu aibă pericole de navigație, să aibă o adâncime suficientă, iar natura fundului să ofere siguranță ancorajului, să prezinte suficient spațiu de manevră și evitare a navelor și să fie accesibilă pe mai multe direcții spre a permite sosirea și plecarea navelor fără impedimente. 
Unele rade adăpostite permit executarea operațiunilor de mahonare; acestea sunt numite „rade comerciale". 